# Stefan Ottlitz

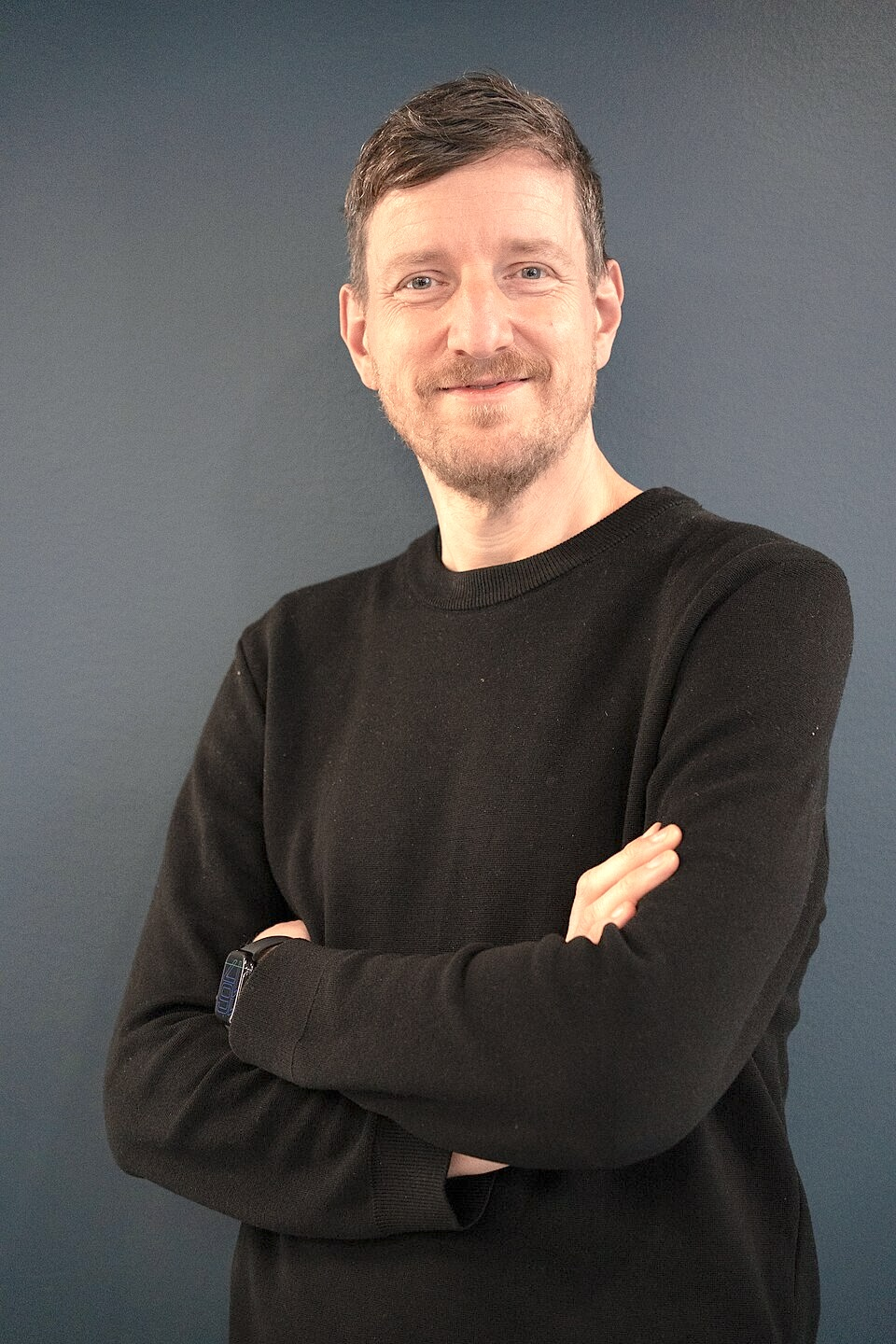
Stefan Ottlitz auf der SXSW 2025

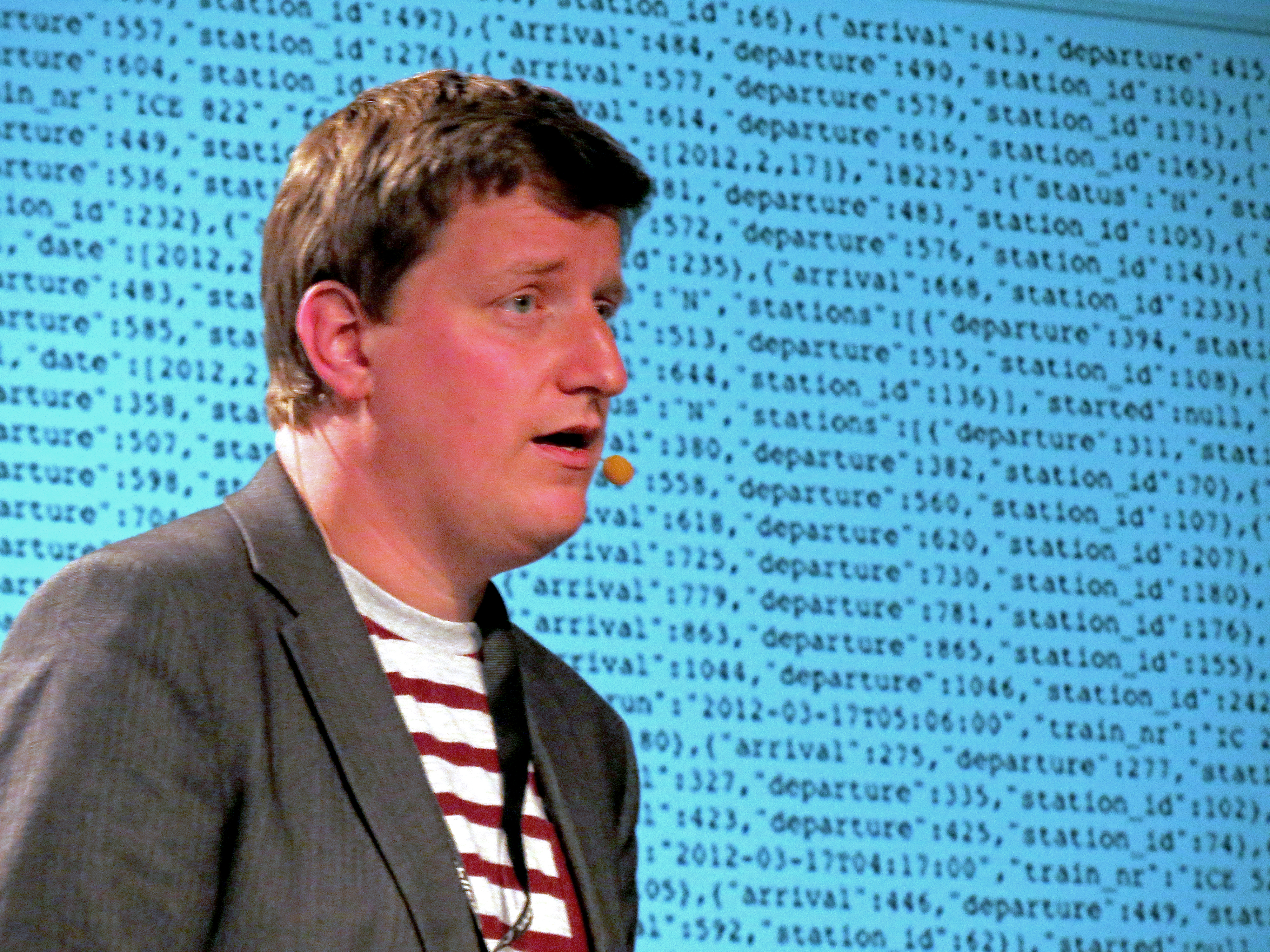
Stefan Ottlitz auf der re:publica 2012

Stefan Ottlitz (* 15. Juli 1976  in Regensburg als Stefan Plöchinger) ist ein deutscher Journalist und Leiter der Produktentwicklung beim Spiegel.

## Werdegang
Seine journalistische Laufbahn begann Ottlitz 1995 als Lokalreporter bei der Süddeutschen Zeitung. Von 1997 bis 2001 absolvierte er die 36. Lehrredaktion der Deutschen Journalistenschule in München. Danach war er Politikredakteur bei der Abendzeitung in München, von 2004 bis 2006 bei der Financial Times Deutschland tätig und danach Chef vom Dienst, Textchef und Geschäftsführender Redakteur bei Spiegel Online. Von 2010 bis 2017 war Ottlitz Chefredakteur von Sueddeutsche.de und seit 2014 auch Mitglied der Chefredaktion der Süddeutschen Zeitung. Dort war er für die digitalen Projekte verantwortlich. In dieser Zeit ging auch das Paid-Content-Modell von sz.de an den Start. 2017 kehrte er als Leiter der Produktentwicklung zur Spiegel-Gruppe zurück. Ottlitz lehrte in der Vergangenheit unter anderem an der Henri-Nannen-Schule in Hamburg und der Deutschen Journalistenschule in München. Seit 2023 ist er zudem neben Philipp Köster Co-Geschäftsführer des Fußballmagazins 11 Freunde.
Im Juli 2018 heiratete er den Journalisten Till Ottlitz.

## Kontroversen und Kritik
2023 gewann Ottlitz im Zusammenspiel mit Spiegel-Geschäftsführer Thomas Hass und dem Vorsitzenden der Mitarbeiter-KG des Magazins, Markus Brauck, einen so genannten Machtkampf über die zukünftige Strategie des Hauses gegen Chefredakteur Steffen Klusmann. Klusmann musste daraufhin den Spiegel verlassen.

„Ottlitz tritt auf, als ob er das Internet erfunden hätte“

„Heute träumen alle Verlage davon, spiegel.de-Mastermind Stefan Ottlitz zu klonen, aber es ist noch nicht lange her, da wurde er als Vorreiter eines „Hoodie-Journalismus“ geschmäht – von Journalisten.“

## Trivia
2018 äußerte sich Ottlitz in einem Interview ausführlich zu der Änderung seines Namens (durch Heirat, s. o.). Ottlitz – bzw. der damals (2014) medialen Rezeption seines Wirkens und Schaffens – wird auch initial der Hashtag #hoodiejournalismus zugeschrieben.